# Paruline à capuchon
Setophaga citrina
Espèce
Statut de conservation UICN

 LC  : Préoccupation mineure
La Paruline à capuchon (Setophaga citrina, anciennement Wilsonia citrina) est une espèce de passereaux appartenant à la famille des Parulidae.

## Répartition

zone de nidification
zone d'hivernage

Cette espèce est présente du Canada au nord de l'Amérique du Sud : Mexique...